# طلق بن حبيب العنزي
طلق بن يحيى العنزي (المتوفي قبل سنة 100 هـ) تابعي وزاهد بصري، وأحد رواة الحديث النبوي.

## سيرته
يعد طلق بن حبيب العنزي من تابعي أهل البصرة، وزُهّادها، ولأبيه حبيب العنزي رواية للحديث النبوي. وقد عُرف طلق بن حبيب العنزي بالزهد، وتجنّبه للفتن. فقد رُوي أنه قال لما قامت دعوة ابن الأشعث ضد الأمويين: «اتقوها بالتقوى»، فقيل له: «صف لنا التقوى»، فقال: «العمل بطاعة الله، على نور من الله، رجاء ثواب الله، وترك معاصي الله، على نور من الله، مخافة عذاب الله». كما اشتهر ببره بوالديه، وبطيب الصوت في قراءة القرآن، وفقد قال طاووس بن كيسان: «ما رأيت أحدًا أحسن صوتًا منه. وكان ممن يخشى الله تعالى».
وقد أثنى الكثيرون على طلق وعبادته، فقال ابن الأعرابي: «كان يقال: فقه الحسن، وورع ابن سيرين، وحلم مسلم بن يسار، وعبادة طلق، وكان طلق يتكلم على الناس ويعظ»، وقال أيوب السختياني: «ما رأيت أحدًا أعبد من طلق بن حبيب»، كما قال كلثوم بن جبر: «كان المتمني بالبصرة يقول: عبادة طلق بن حبيب، وحلم مسلم بن يسار». إلا أن طلقًا كان يرى الإرجاء، مما دعا بعض معاصريه مثل سعيد بن جبير إلى الدعوة إلى مجانبته، وعدم مجالسته.
تحوّل طلق بن حبيب من البصرة إلى مكة وأقام فيها، إلى أن توفي قبل سنة 100 هـ، وقد اختُلف في سبب وفاته، فقد رُوي عن مالك بن أنس إن طلقًا وسعيد بن جبير وبعض علماء مكة، طلبهم الحجاج بن يوسف الثقفي، فدخلوا الكعبة، فأُخذوا فيها، وقتلهم الحجاج، إلا أن الذهبي استبعد صحة ذلك.

## روايته للحديث النبوي
- روى عن: عبد الله بن عباس وجابر بن عبد الله بن عمرو بن حرام[1] وعبد الله بن الزبير وجندب بن سفيان والأحنف بن قيس وأنس بن مالك[2] وبشير بن كعب العدوي وأبيه حبيب العنزي وسعيد بن المسيب وعبد الله بن عمرو بن العاص وقزعة بن يحيى ووهب بن منبه.[4]
- روى عنه: منصور بن المعتمر وسليمان بن مهران الأعمش وسليمان بن طرخان التيمي وعوف الأعرابي ومصعب بن شيبة[2] وأيوب السختياني وبكر بن عبد الله المزني وجعفر بن إياس وحبيب بن حسان وحميد الطويل وسعد بن إبراهيم الزهري وسعيد بن المهلب وسليمان بن عتيق وطاووس بن كيسان وعبد الله بن عبيد بن عمير وعبد الله بن فيروز الداناج وعبيد الله العيزار المازني وعمرو بن دينار وعمرو بن مرة والمختار بن فلفل وموسى بن أبي الفرات الليثي المكي ويعقوب بن أبي سلمة الماجشون ويعلى بن مسلم المكي ويونس بن خباب وأبو سعد البقال وأبو العالية البراء.[4]
- الجرح والتعديل: قال أبو حاتم الرازي: «طلق صدوق، يرى الإرجاء»،[2][4] وقال أبو زرعة الرازي: «ثقة، مرجئ»،[2] وقال ابن سعد: «كان مرجئًا، وكان ثقة إن شاء الله»،[1] وقد روى له البخاري في الأدب المفرد، كما روى له باقي الجماعة.[4]